# Monts Dore
Pour les articles homonymes, voir Mont-Dore.
Pour l’article ayant un titre homophone, voir Mont d'Or.
Les monts Dore sont un massif volcanique situé à l'ouest du département du Puy-de-Dôme et au centre du Massif central, constituant une région naturelle française. Ils font partie du parc naturel régional des Volcans d'Auvergne. Cette région est parsemée de lacs, de stations thermales et d'églises romanes. On y pratique le ski en hiver, la randonnée pédestre en été. C'est la principale zone de production du saint-nectaire.

## Géologie

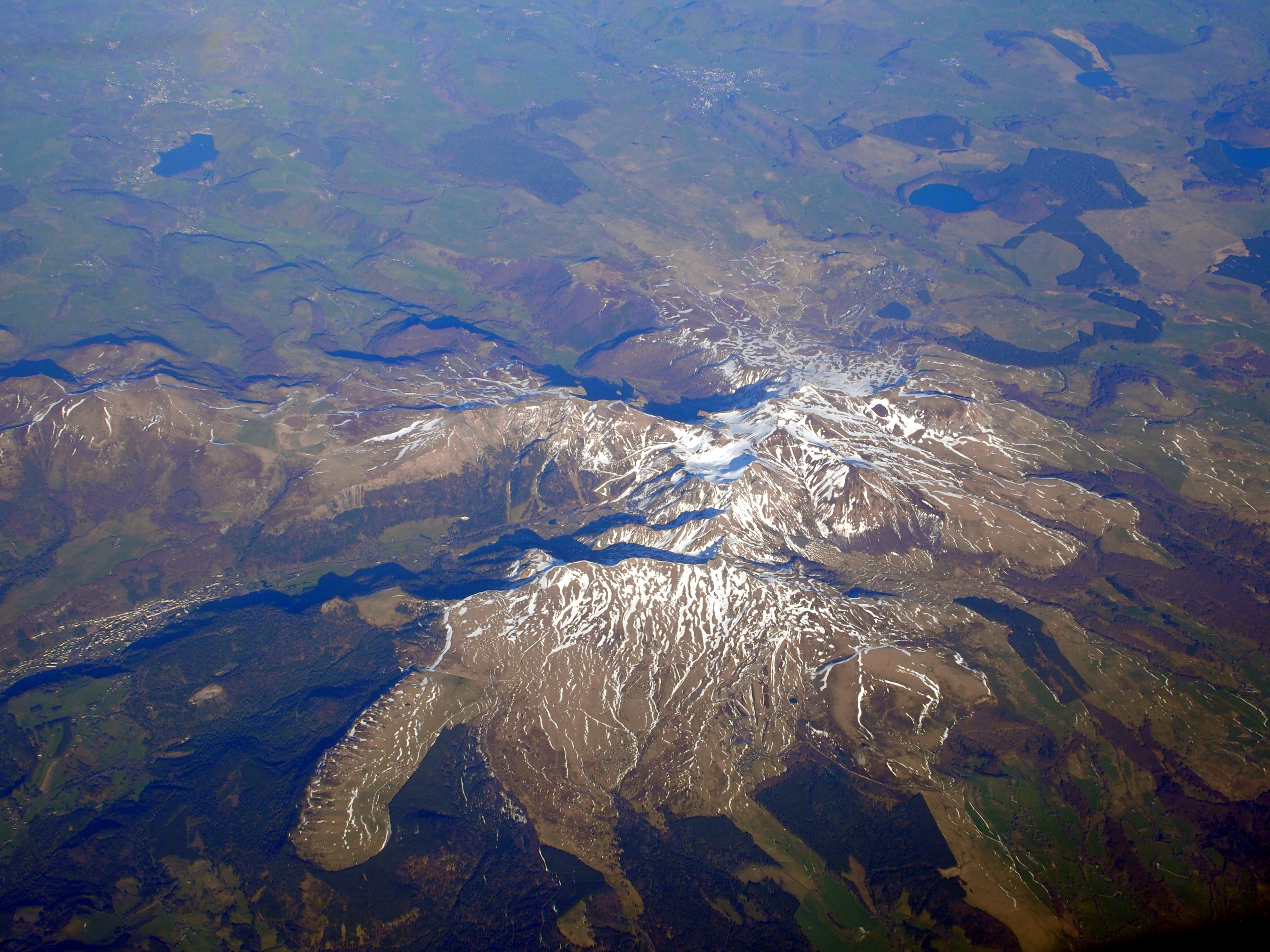
Vue aérienne des monts Dore avec, en arrière-plan, les lacs Chambon (à gauche) et Pavin (à droite).

Les monts Dore sont un massif montagneux d'origine volcanique, plus ancien que la chaîne des Puys puisque sa formation a débuté il y a 3 millions d'années, à la fin de l'ère tertiaire.
Il s'agit d'un stratovolcan, analogue à celui du Cantal, mais plus réduit en surface et en volume. Son histoire est marquée par deux phases distinctes. La première concerne la partie nord (« volcan de Guéry ») et débute il y a 3 Ma par une éruption cataclysmique (éruption plinienne) qui aboutit à la formation d'une vaste caldeira dont les contours ne sont pas encore clairement définis aujourd'hui. Cette éruption s'est traduite par l'émission d'une ignimbrite ryolitique à ponces, qui a recouvert une surface de 100 km2 et dont le volume expansé a été évalué à plus de 11 km3.
Plus tard, à l'extérieur de la caldeira, se mettent en place les dômes de phonolite des roches Tuilière et Sanadoire, ainsi que les coulées de trachyandésite de la Banne d'Ordanche.
S'ensuit une période d'accalmie entre 1,5 et 1 Ma à laquelle succède la deuxième phase éruptive qui concerne la partie sud du massif et se caractérise par une seconde éruption plinienne, qui forme le massif du Sancy (entre 1 et 0,2 Ma). L'existence d'une seconde caldeira emboîtée dans la première demeure très hypothétique. Cette éruption se termine par la mise en place de dômes et de dykes (dent de la Rancune).
Un petit massif adventif s'est également formé entre 0,5 et 0,2 Ma à 5 km au NNE du Sancy (puy de l'Angle, puy de la Tache), caractérisé par des cônes de laves acides et de tufs ainsi que des dépôts de nuées ardentes et la présence de maars.

## Principaux sommets
Les monts Dore sont formés de quatre ensembles volcaniques :
- le massif du Sancy, culminant au puy de Sancy (1 885 m d'altitude), plus haut sommet des monts Dore mais aussi du Massif central. On peut accéder au sommet par différents sentiers, ou par un téléphérique, qui amène au pied d'un escalier de 850 marches[4]. En hiver, on y pratique le ski de piste. Le Sancy est entouré d'autres sommets dont les plus importants sont le puy Ferrand, le puy de la Perdrix, le puy de Cacadogne et le roc de Cuzeau ;
- le massif adventif, massif volcanique récent qui a connu des éruptions violentes, à 5 km au nord-nord-est du puy de Sancy, entre le col de la Croix Saint-Robert et le col de la Croix-Morand, et dont le point culminant est le puy de l'Angle (1 740 m) ;
- le groupe de la Banne d'Ordanche, qui comprend aussi le puy Gros. La Banne d'Ordanche est constituée par les restes de la cheminée d'un ancien volcan de type strombolien, à 1 512 m d'altitude. Le mot banne est un mot auvergnat qui signifie « corne » ;
- le groupe du puy de l'Aiguiller (1 529 m), plus au nord, à l'est du lac de Guéry, géologiquement assez semblable à la Banne d'Ordanche (trachyandésite de type mugéarite[5]).

| plus de 1 700 mètres | de 1 700 à 1 600 mètres | de 1 600 à 1 500 mètres | moins de 1 500 mètres |
| --- | --- | --- | --- |
| - Puy de Sancy 1 885 mètres - Puy Ferrand 1 854 mètres - Puy de la Perdrix 1 824 mètres - Puy Gros 1 793 mètres - Puy de Cacadogne 1 784 mètres - Puy Redon 1 781 mètres - Pan de la Grange 1 768 mètres - Puy des Crebasses 1 762 mètres - Puy de l'Angle 1 740 mètres - Tour Carrée 1 738 mètres - Roc de Cuzeau 1 737 mètres - Puy de Chabane 1 729 mètres - Pic Intermédiaire 1 727 mètres - Puy de Paillaret 1 721 mètres - Puy de Barbier 1 703 mètres | - Puy de Monne 1 696 mètres - Puy de Cliergue 1 691 mètres - L'Aiguille 1 690 mètres - Puy de la Tache 1 632 mètres - Le Dôme 1 612 mètres | - Mont Redon 1 580 mètres - Puy de Champgourdeix 1 566 mètres - Puy de Mareilh 1 565 mètres - Puy de Surains 1 542 mètres - Montagne de la Plate 1 537 mètres - Puy de l'Aiguiller 1 529 mètres - Puy de Chambourguet 1 521 mètres - Puy de la Croix-Morand 1 520 mètres - Banne d'Ordanche 1 512 mètres - Puy de l'Ouire 1 509 mètres - Crête de Coq 1 500 mètres | - Roc de Courlande 1 496 mètres - Dent de la Rancune 1 493 mètres - Puy Gros 1 485 mètres - Puy Corde 1 484 mètres - Puy de Baudet 1 484 mètres - Puy Loup 1 481 mètres - Puy Chambon 1 464 mètres - Le Capucin 1 463 mètres - Puy de Baladou 1 455 mètres - Puy Jumel 1 430 mètres - Suquet de Claude 1 426 mètres - Le Tenon 1 416 mètres |

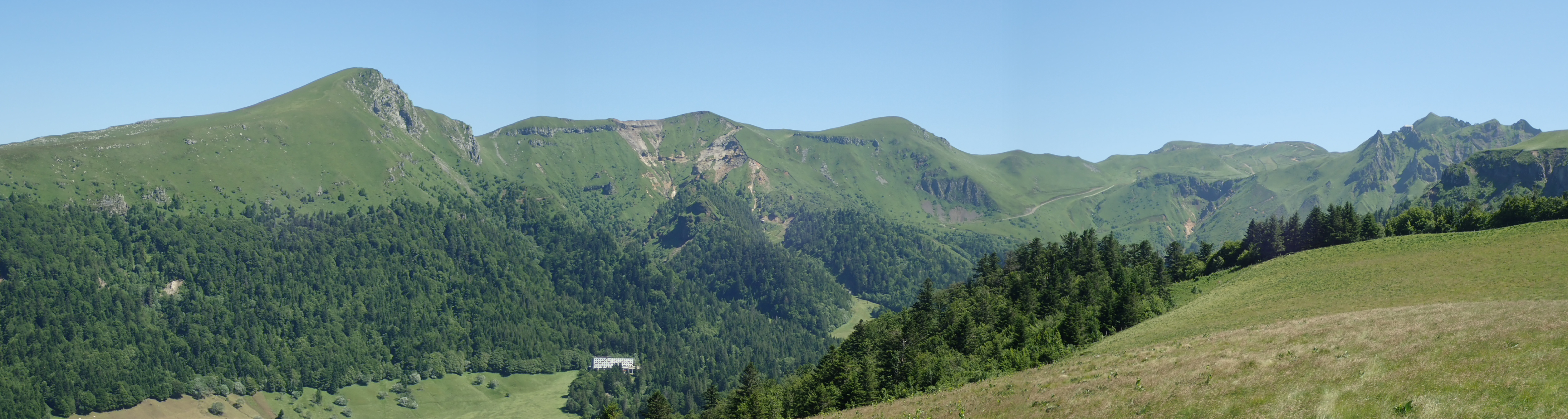
Sommets de la bordure orientale de la haute vallée de la Dordogne, en amont de Mont-Dore. De gauche à droite, le roc de Cuzeau, le puy des Crebasses, le puy de Cacadogne, le pic Intermédiaire, le Pan de la Grange et le puy de Sancy.
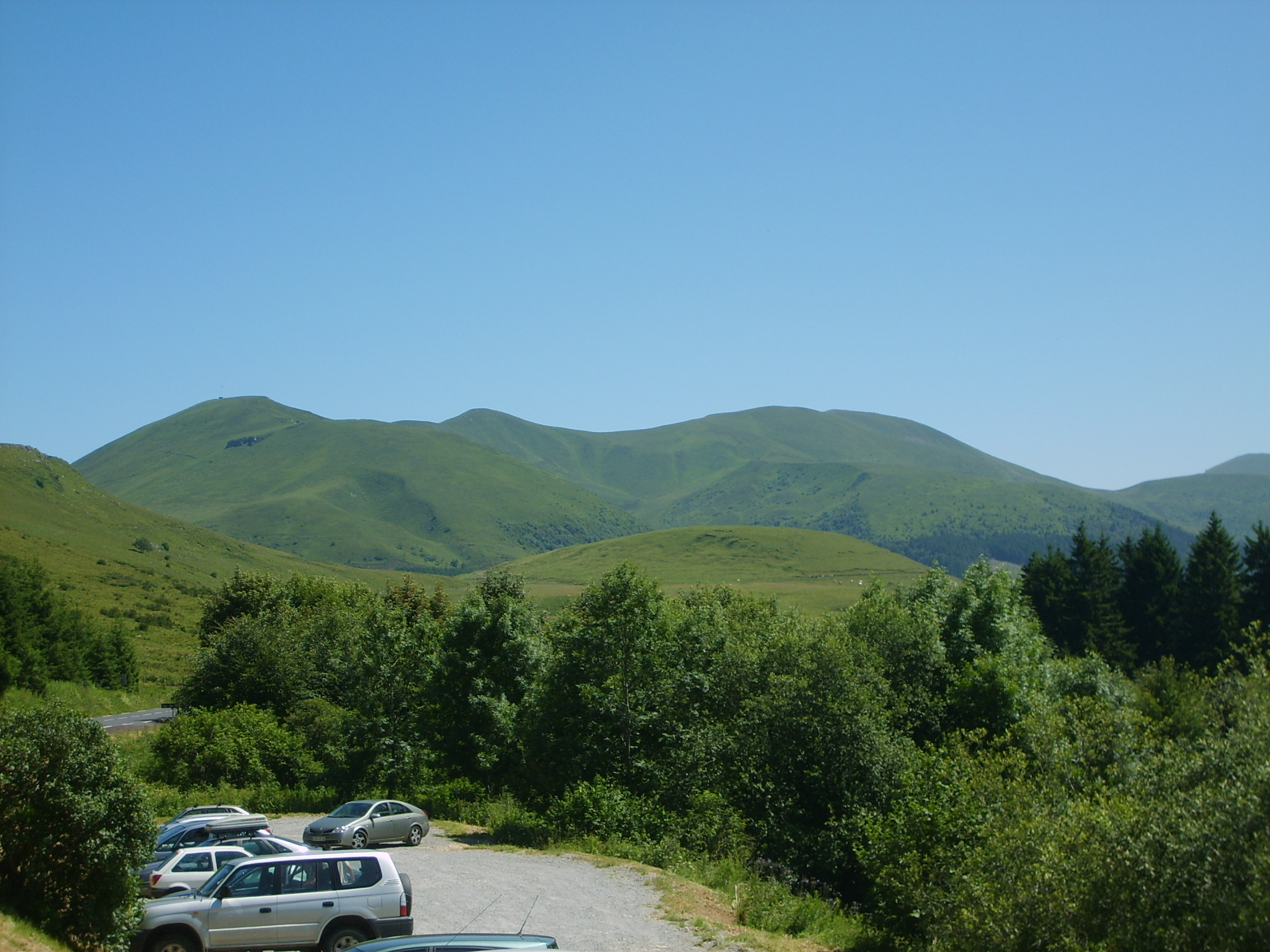
Vue sur la partie nord des monts Dore (massif adventif avec le puy de la Tache et le puy de l'Angle).
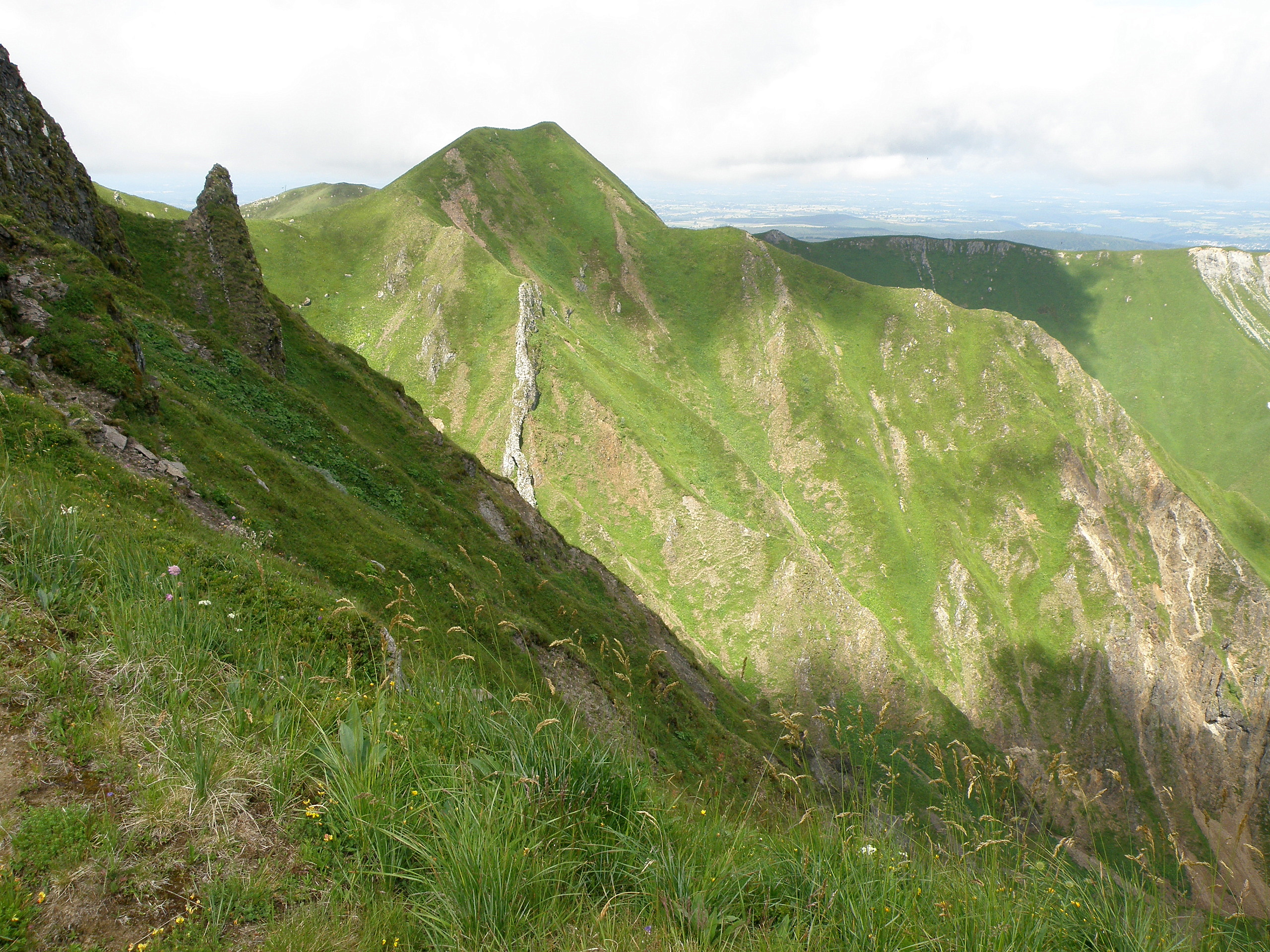
Vue sur le puy Redon, sommet proche du puy de Sancy, au nord-ouest de celui-ci.

## Principaux cols
| Plus de 1 500 mètres | De 1 500 à 1 200 mètres | Moins de 1 200 mètres |
| --- | --- | --- |
| - Pas de l'Âne, 1 815 mètres - Col de la Cabane, 1 781 mètres - Col d'Enfer, 1 745 mètres - Col de Courre, 1 720 mètres - Col du Couhay, 1 676 mètres - Col de Cuzeau, 1 650 mètres | - Col de Bozat, 1 465 mètres - Col de la Croix Saint-Robert, 1 451 mètres - Col de Saint-Laurent, 1 450 mètres - Col de l'Ouire, 1 435 mètres - Col de la Croix-Morand, 1 403 mètres - Col de la Geneste, 1 369 mètres - Col de Guéry, 1 268 mètres | - Col de la Sœur, 1 149 mètres - Col des Paouins, 1 144 mètres - Col de Vendeix, 1 107 mètres - Col de la Feuille, 880 mètres |

## Autres curiosités volcaniques

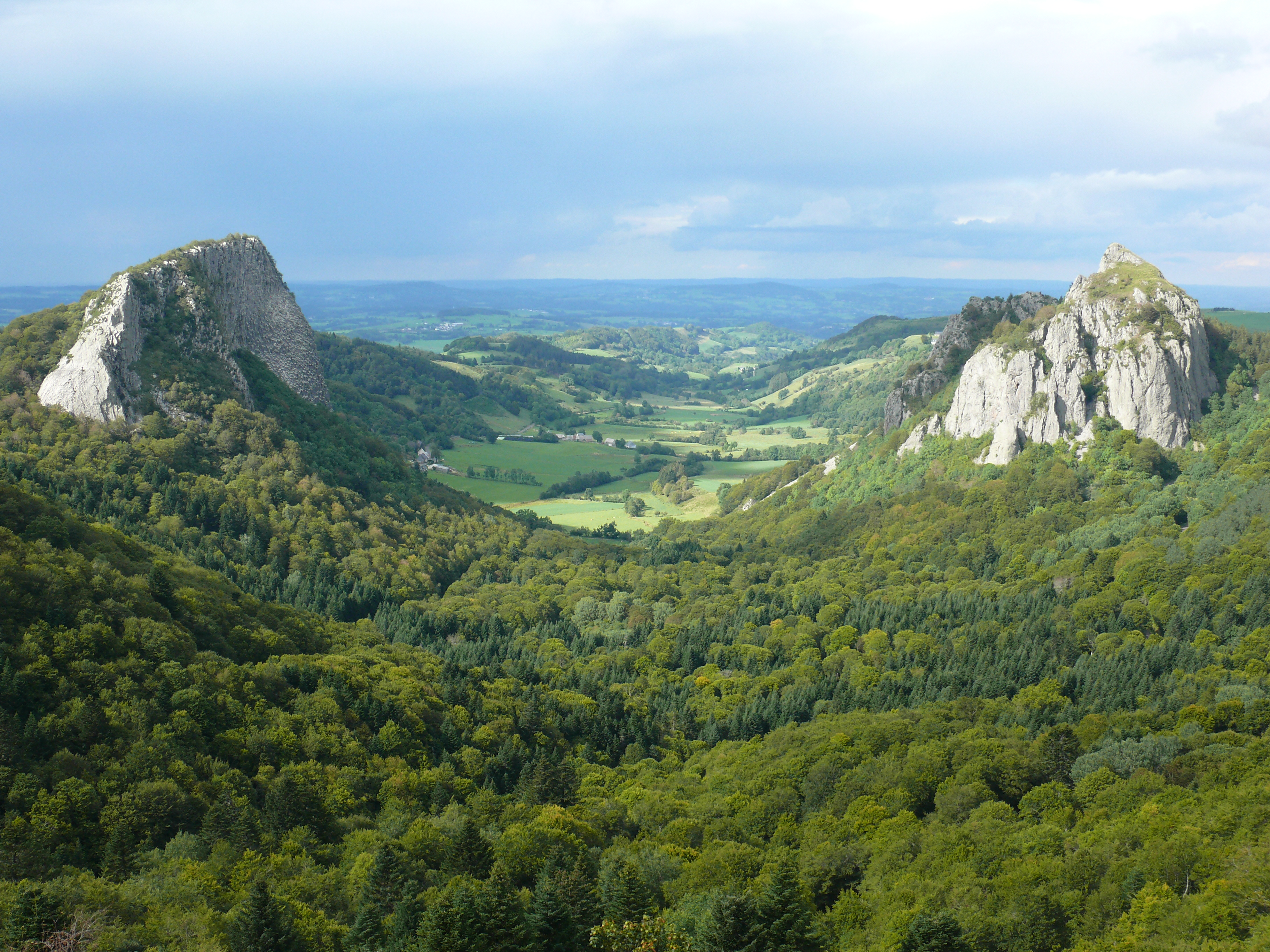
Les roches Tuilière et Sanadoire.

Photo panoramique.

- La vallée de Chaudefour : cirque glaciaire du Quaternaire, creusé dans le flanc est du complexe volcanique du Sancy. C'est une réserve écologique, classée réserve naturelle nationale. La faune et la flore y sont protégées (les chiens même tenus en laisse y sont interdits). On y trouve une source ferrugineuse (source Sainte-Anne).

- Les roches Tuilière et Sanadoire : il s'agit de deux protrusions volcaniques (remontées de lave visqueuse n'ayant pas atteint la surface, et plus tard mises au jour par l'érosion), séparées par une vallée glaciaire caractéristique. Elles sont constituées de différentes variétés de phonolite, roche volcanique sonore résultant d'un refroidissement lent.

La roche Sanadoire (sur le bord est de la vallée glaciaire) s'est formée par protrusions successives. La face nord compte des colonnes prismatiques disposées en gerbe. Au XVe siècle, il y avait un château au sommet, qui servit de refuge pendant la guerre de Cent Ans.
La roche Tuilière (sur le bord ouest), dont la phonolite se débite bien en dalles, a servi de carrière de lauzes pour la couverture de l'habitat traditionnel de la région.

## Lacs

### Lacs d'origine volcanique

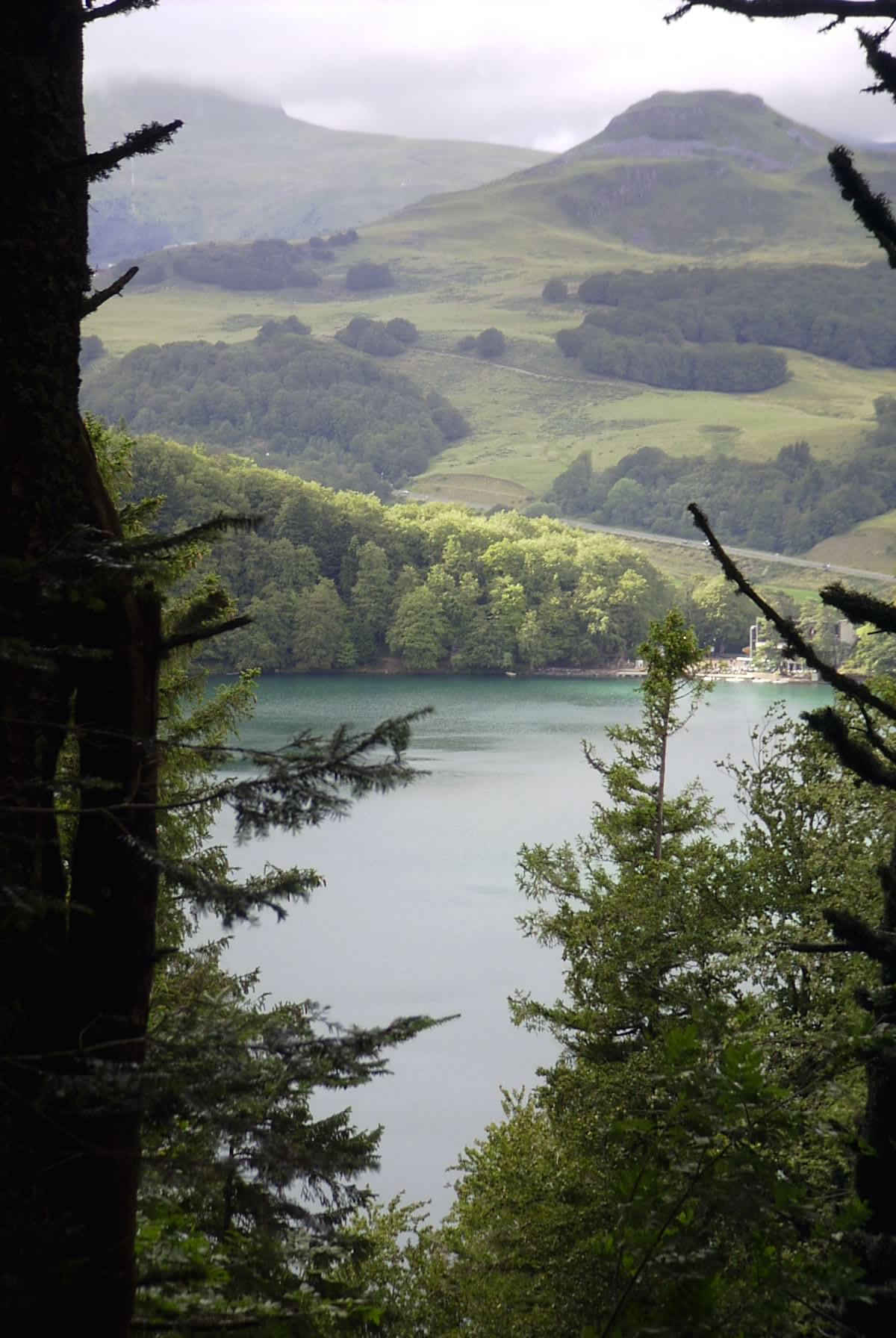
Le lac Pavin.

Le massif des Mont-Dore est parsemé de lacs d'origine volcanique. Certains correspondent à des maars volcaniques, d'autres sont des rivières dont le cours a été barré par l'éruption d'un volcan ou une coulée de lave. Voici les principaux :
| Nom                | Type                              | Altitude | Profondeur | Superficie | Commune                  |
| ------------------ | --------------------------------- | -------- | ---------- | ---------- | ------------------------ |
| Lac Chambon        | de barrage volcanique             | 875 m    | 12 m       | 60 ha      | Chambon-sur-Lac          |
| Lac Chauvet        | maar                              | 1 162 m  | 86 m       | 54 ha      | Picherande               |
| Lac de Guéry       | glaciaire puis barrage volcanique | 1 244 m  | 16 m       | 25 ha      | Mont-Dore                |
| Lac de Montcineyre | de barrage volcanique             | 1 182 m  | 18 m       | 40 ha      | Compains                 |
| Lac Pavin          | maar                              | 1 197 m  | 93 m       | 44 ha      | Besse-et-Saint-Anastaise |
| Lac de Servières   | maar                              | 1 202 m  | 26 m       | 15 ha      | Orcival                  |

### Autres lacs
| Nom              | Type      | Altitude | Profondeur | Superficie | Commune                  |
| ---------------- | --------- | -------- | ---------- | ---------- | ------------------------ |
| Lac de Bourdouze | glaciaire | 1 174 m  | 3 m        | 37,44 ha   | Besse-et-Saint-Anastaise |

## Curiosités

### Églises romanes
- Orcival
- Saint-Nectaire

### Châteaux

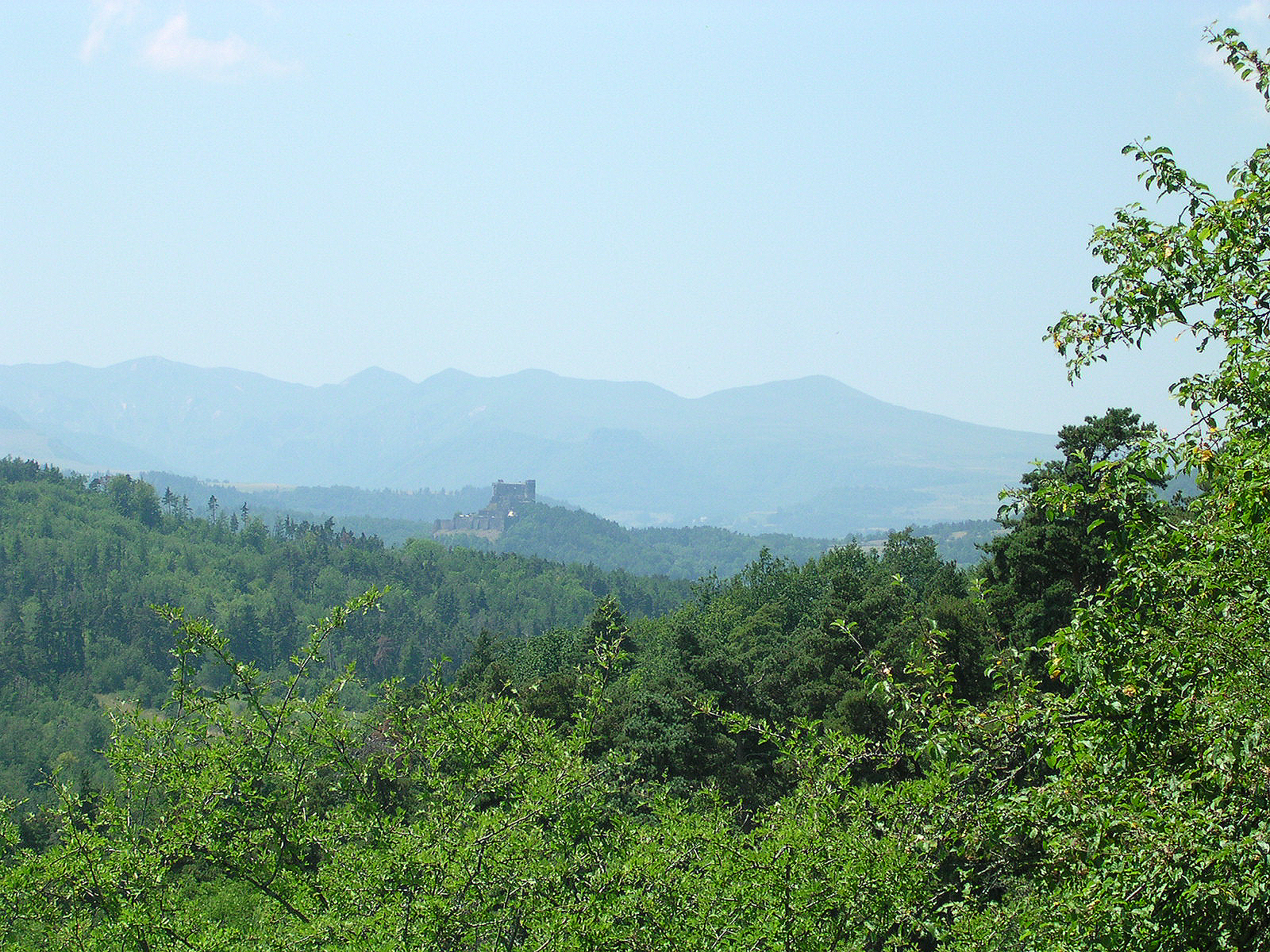
Le château de Murol avec le puy de Sancy en arrière-plan.

- Château de Murol
- Château de Cordès

### Thermalisme
On trouve dans les monts Dore de nombreuses sources thermales dont les plus célèbres ont donné naissance à des stations thermales à la fin du XIXe siècle :
- La Bourboule et Mont-Dore : leurs eaux sont chlorurées bicarbonatées sodiques, celles de la Bourboule sont fortement arsenicales et radioactives, on y soigne les affections des voies respiratoires : asthme, affections ORL, bronchite chronique et les affections dermatologiques "eczéma". À Mont-Dore existe aussi l'indication de rhumatologie. La population curiste de La Bourboule est majoritairement composée d'enfants, tandis que celle de Mont-Dore est majoritairement adulte.
- Saint-Nectaire où l'on soignait les affections rénales jusqu'en 2002 avec des eaux dont la température peut atteindre 56 °C et dont les vertus sont connues depuis l'Antiquité.

### Eau de source
Plusieurs sources, dont celle dite de La Montille à 1 220 m d'altitude, sont exploitées sur la commune de Mont-Dore pour la production de l'eau de source du même nom, commercialisée en France. La société Sources du Mont-Dore en Auvergne (SMDA) produisait 150 millions de litres en 2010.

### Cascades
De nombreuses cascades se rencontrent dans le massif, comme les cascades du Mont-Dore.

### Stations de ski

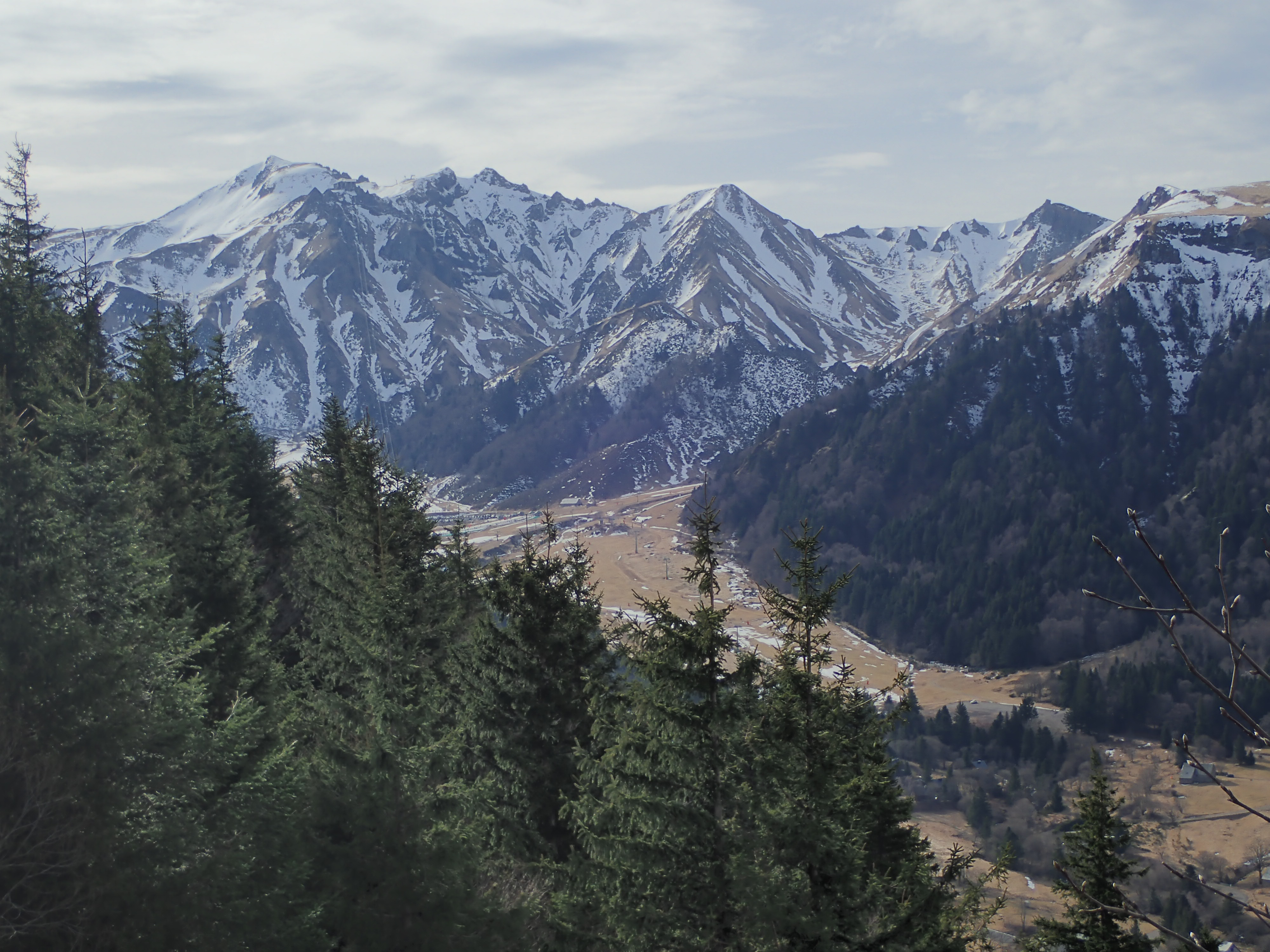
Station du Mont-Dore.

- Le Mont-Dore (1 050 m - 1 846 m) sur la face septentrionale du puy de Sancy et du puy Ferrand, membre du domaine skiable Le Grand Sancy ;
- Super-Besse (1 300 m - 1 846 m) sur la face orientale du puy Ferrand, membre du domaine skiable Le Grand Sancy ;
- Chastreix-Sancy (1 400 m - 1 850 m), petite station sur le versant ouest du massif, qui est la première montagne du continent. Cette position par rapport à l'océan Atlantique est la cause de conditions météorologiques empêchant parfois l'utilisation de remontées mécaniques.

Pour les amateurs de glisse, la neige est généralement au rendez-vous, même si elle est parfois tardive,, et malgré les changements climatiques et l'altitude peu élevée du massif, comparée aux Alpes,,.
La station de ski de Chambon-des-Neiges, sur le flanc oriental du massif, a fermé en 2002.

### Iconographie
Un timbre postal, d'une valeur de 0,20 franc représentant le massif du Mont-Dore avec un téléphérique, a été émis le 3 juillet 1961.

## Protection environnementale
Le massif des monts Dore fait partie du parc naturel régional des Volcans d'Auvergne et compte deux réserves naturelles nationales :
- réserve naturelle nationale de la vallée de Chaudefour (1991) ;
- réserve naturelle nationale de Chastreix-Sancy (2007).